# Constel·lació del Ca Major
El Ca Major (Canis Major) és una de les 88 constel·lacions actuals i ja figurava a la llista de constel·lacions de Claudi Ptolemeu. Es diu que representa uns dels cans que segueixen a Orió, el caçador. Canis Major conté Sírius, l'estel de major magnitud aparent del cel nocturn, que forma part del Triangle Hivernal de l'hemisferi Nord.

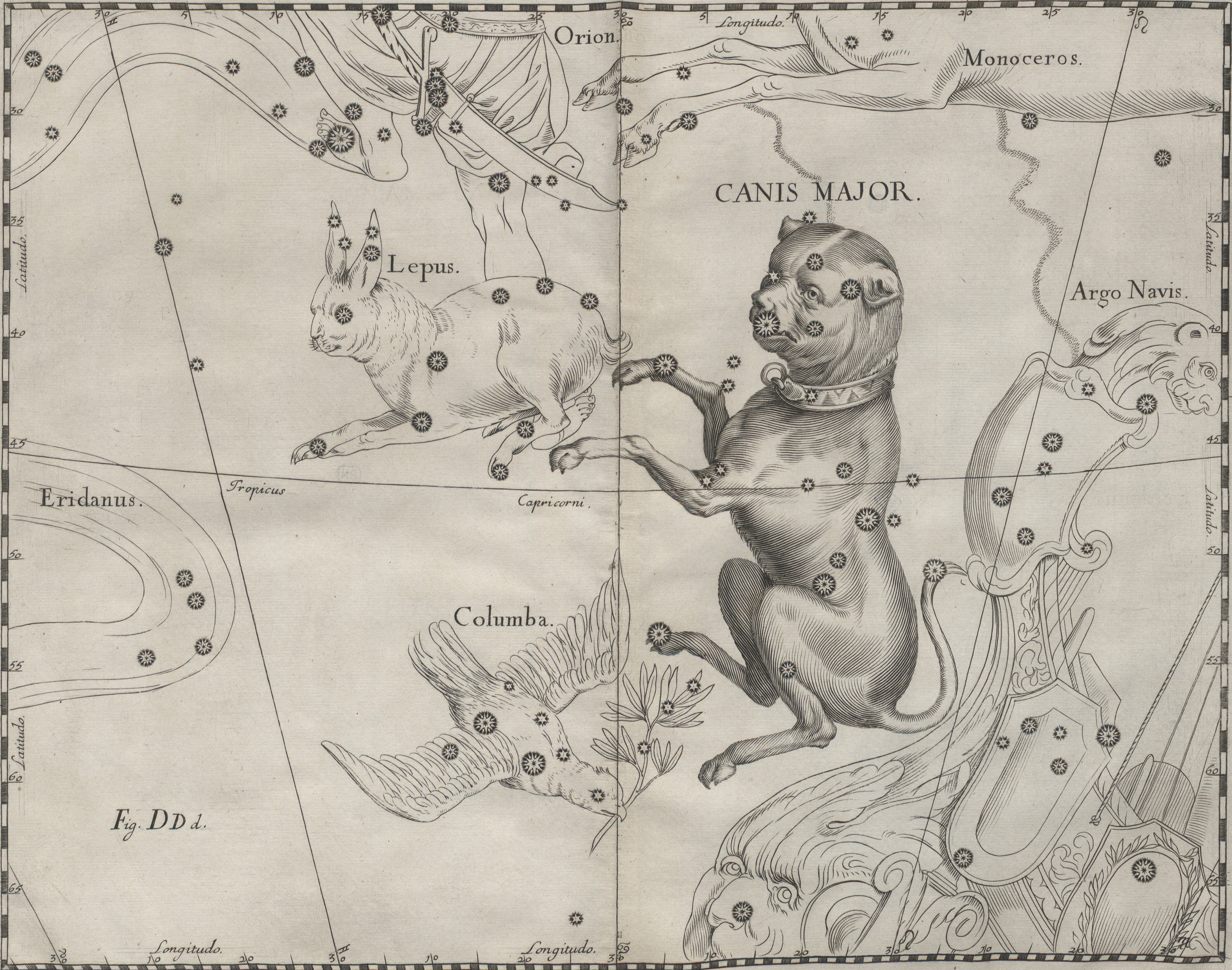
Representació del Ca Major a la Uranographia de Johannes Hevelius.

Delimitació de Canis Major.

## Mitologia
La constel·lació del Ca Major és una de les 48 constel·lacions enregistrades per Claudi Ptolemeu (ca. 85 - ca. 165) en el seu Almagest. Hi ha diverses identificacions que s'han proposat per al Ca Major:
- A la mitologia grega, Lèlaps (en grec antic Λαῖλαψ Lailaps, ‘vent de tempesta’) era un gos que sempre atrapava la seva presa quan caçava. Fou un regal que Zeus a la seva filla Europa i que, posteriorment, passà al fill d'Europa, Minos. Aquest el regalà a la princesa Procris i aquesta a Cèfal, el seu marit. Un dia l'emprà per caçar la guineu teumèsia, que mai podia ser atrapada. Això provocà una paradoxa: un gos que sempre atrapava la presa i una guineu que no podia ser atrapada. La persecució prosseguí durant un temps fins que Zeus, perplex per les seves destinacions contradictòries, transformà els dos animals en pedra.[1][2]
- Un dels dos gossos del caçador Orió, que fou col·locat en el cel alhora que el seu amo, ja que sempre havia estat al costat d'ell. L'altra ca és el Ca Menor.[1][2]
- La gossa Mera, de Icari i Erígone. Trobà els cossos sense vida dels seus amos i amb els seus laments atragué gent perquè els donessin sepultura. Dionís la posà entre les constel·lacions.[2]

## Característiques

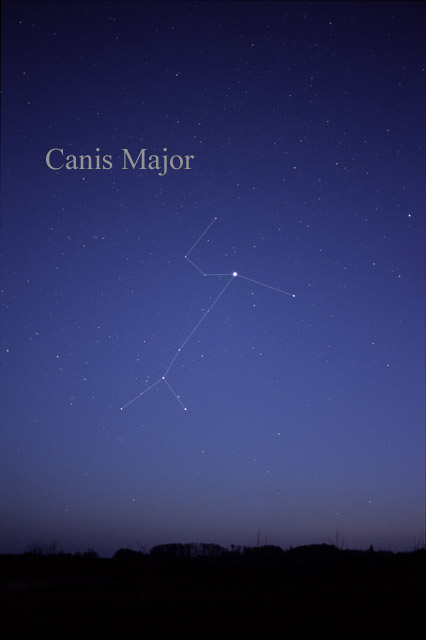
Observació del Ca Major al cel nocturn.

Canis Major és la 43a constel·lació més gran del cel, ocupant una àrea de 380 graus quadrats. Es troba al segon quadrant de l'hemisferi sud (SQ1) i es pot veure a latituds entre +60° i –90°. Les constel·lacions veïnes són les de la Coloma, de la Llebra, de l'Unicorn i de la Popa. El Ca Major conté 10 estrelles amb nom formal aprovats per la Unió Astronòmica Internacional (IAU): Adhara, Aludra, Amadioha, Atakoraka, Furud, Murzim, Muliphein, Sírius, Unurgunita i Wezen.

### Estrelles
L'estel α de la constel·lació del Ca Major és Sírius. És l’estel més brillant del firmament, és un sistema binari i té una magnitud visual de –1,6. Sírius brilla tant perquè té brillantor intrínseca elevada i perquè és a prop de la Terra. A una distància de 2,6 parsecs (8,6 anys llum), el sistema de Sírius és una de les estrelles més properes a la Terra. Sírius A pertany a la seqüència principal, és de color blau i del tipus espectral A0. La seva temperatura superficial és d’11 000 K. El radi de Sírius és 1,8 vegades el del Sol, i la seva massa és 2,4 vegades la massa solar. La seva lluminositat intrínseca supera en 26 vegades la del Sol. Al voltant de Sírius gira un estel nan blanc anomenat Sírius B, la magnitud visual del qual és d’11,3, i la seva temperatura superficial és de 7 500 K; és el primer cas que hom conegué d’estel nan blanc. La massa de Sírius B és quasi la mateixa que la solar, mentre que el seu radi és únicament el 3,4 % del radi del Sol. L’existència de Sírius B fou predita pel matemàtic i astrònom alemany F.W. Bessel (1784-1846) a partir de les irregularitats observades en el moviment de Sírius, i fou confirmada per l'astrònom estatunidenc Alvan Clark (1804-1887), que observà per primera vegada l’estel l’any 1862.

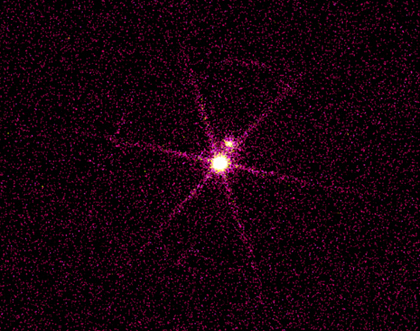
Imatge de raigs X del Chandra, en la qual Sírius B és més visible que Sírius A

Sírius fou un estel molt important per als antics egipcis, pel fet que en aquella època la sortida helíaca de Sírius (que ells anomenaven Sothis, ‘la luminària’) tenia lloc poc abans de les crescudes del Nil. Aquesta circumstància permetia als egipcis la predicció de les crescudes, que eren d’una gran importància per a l’agricultura egípcia. El nom llatí és Stella Canícula, d'on prové el mot «canícula», període d’unes cinc setmanes que comprèn de finals del juliol i quasi finals l’agost, durant el qual sol fer molta calor.
Adhara o ε Canis Majoris és la segona estrella més brillant del Ca Major i la 24a estrella més brillant del cel nocturn. El seu nom prové de l'àrab عذارى ‘aðāra, ‘verges'. És una estrella binària que es troba a uns 430 anys llum de la Terra. L'estel principal, Adhara A, pertany a la classe espectral B2 i té una magnitud aparent d'1,5. És una de les fonts ultraviolades més brillants conegudes al cel. L'estrella companya, Adhara B, té una magnitud aparent de 7,5 i es troba a 7,5'' de la primària. Fa uns 4,7 milions d'anys, Adhara era l'estrella més brillant del cel. Es trobava a només 34 anys llum de distància i tenia una magnitud de –3,99. Cap altra estrella ha estat mai tan brillant des d'aleshores, ni s'espera que ho sigui en els pròxims cinc milions d'anys.
Wezen o δ Canis Majoris és una estrella supergegant de tipus F groc-blanc a aproximadament 1 800 anys llum de distància. Té una magnitud aparent d'1,83. És la tercera estrella més brillant del Canis Major. Wezen es pot trobar a uns 10 graus al sud-est de Sírius. El seu nom deriva de l'àrab وزن wazn, ‘pes'. L'edat estimada de l'estrella és de 10 milions d'anys, la qual cosa significa que es convertirà en una supergegant vermella en els pròxims 100 000 anys i, finalment, en una supernova.
Murzim, Mirzam, Murzam o β Canis Majoris és un gegant blanc blau amb una brillantor que oscil·la entre la magnitud 1,95 i 2,00. Es troba a uns 500 anys llum de distància. El nom de l'estrella prové de la paraula àrab مرزم, 'l'anunciador', presumiblement referint-se a la posició de Murzim al cel que surt abans de Sirius, és a dir, l'anuncia. És una variable β cefeida, una estrella que presenta variacions de brillantor com a resultat de les pulsacions de la seva superfície.
Aludra o η Canis Majoris és una estrella variable de tipus Alpha Cygni, amb una lluminositat que oscil·la entre la magnitud 2,38 i 2,48. És una supergegant blava, a uns 3 000 anys llum de distància, i que ja s'acosta a les etapes finals de la seva vida. Hom espera que es converteixi en una supernova en els pròxims milions d'anys. El nom de l'estrella deriva de l'àrab عذرا al-'aðrā, ‘la verge’. Juntament amb Adhara, Wezen i Omicron-2 Canis Majoris, Aludra fou una de les estrelles conegudes com les Verges.

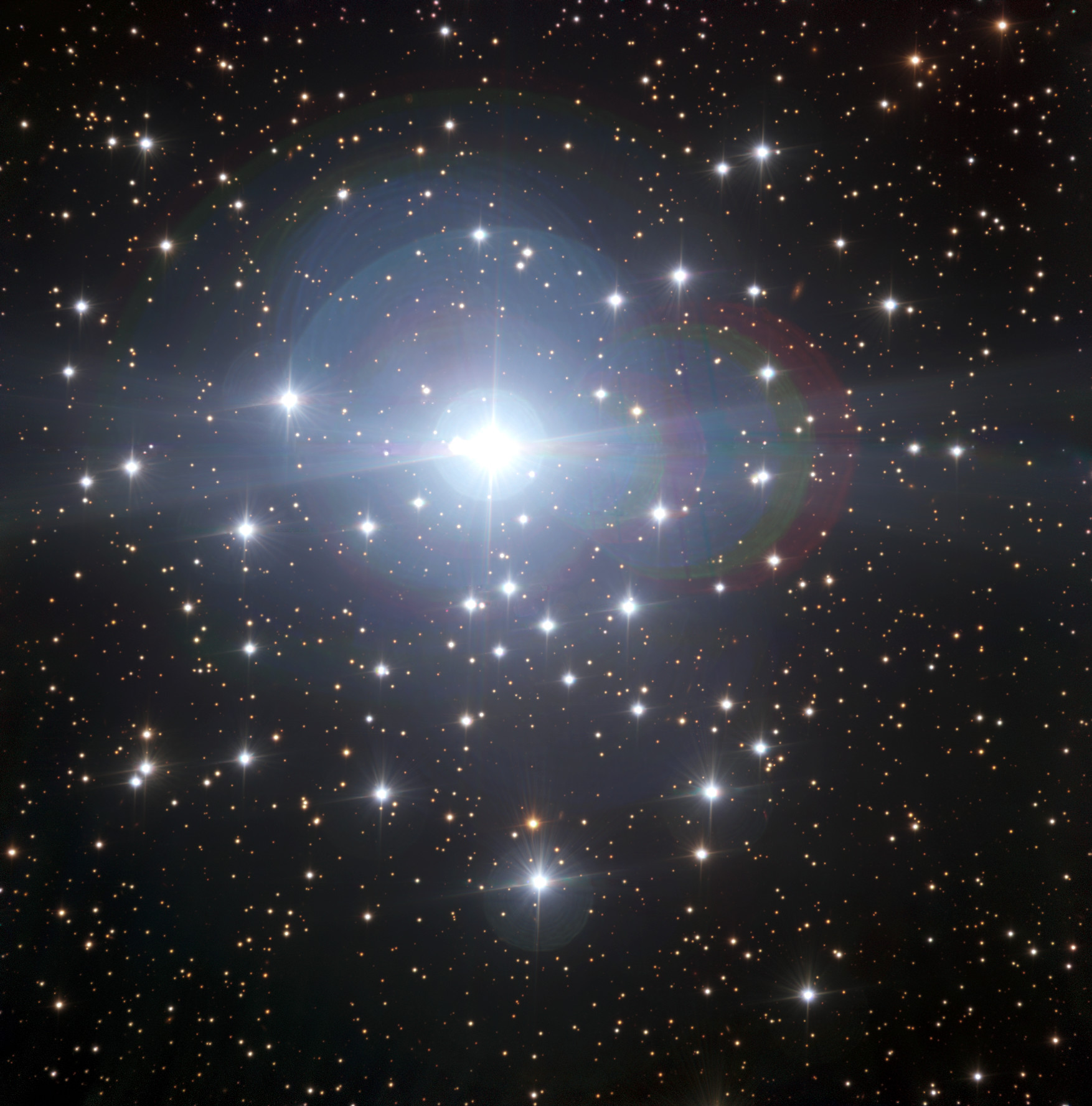
τ Canis Majoris al centre del cúmul obert NGC 2362.

τ Canis Majoris és una estrella binària espectroscòpica que s'eclipsa a uns 3 200 anys llum de la Terra. És l'estrella més brillant del cúmul obert NGC 2362 (Caldwell 64), motiu pel qual el cúmul de vegades s'anomena cúmul τ Canis Majoris. L'estrella és una supergegant blava de tipus O classificada com a variable de tipus β Lira. La seva brillantor oscil·la entre la magnitud 4,32 i 4,37 amb un període d'1,28 dies.
Furud és una estrella binària espectroscòpica. El seu nom prové de la frase àrab ألفرود al-furūd, ‘els solitaris'. L'estrella es troba a uns 336 anys llum de la Terra i té una magnitud aparent de 3,02. El component més brillant és una nana de seqüència principal de tipus B de color blau-blanc. El company és una estrella invisible. Els dos estels giren al voltant d'un centre comú una vegada cada 675 dies.

### Altres objectes

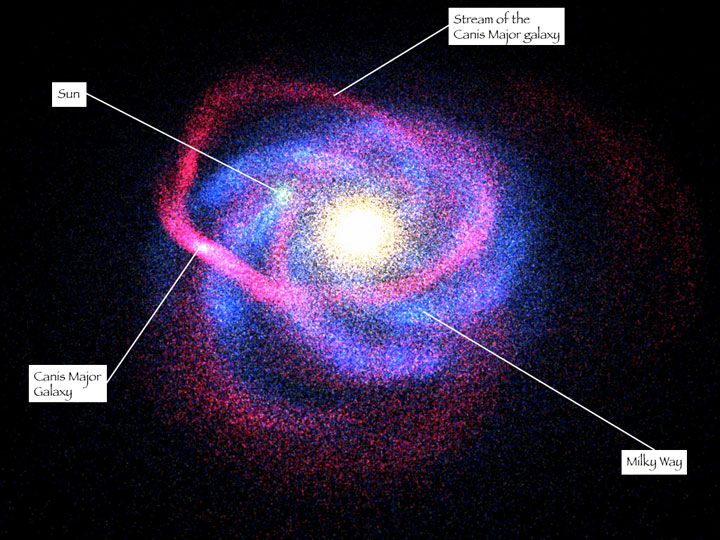
Nana del Ca Major.

La galàxia nana del Ca Major és una galàxia irregular descoberta l'any 2003 per un equip internacional d'astrònoms. Té forma aproximadament el·líptica, que es creu que és la galàxia veïna més propera al Sistema Solar. Es troba aproximadament a 25 000 anys llum de distància de la Terra i a 42 000 anys llum del centre galàctic. Conté uns mil milions d'estrelles, entre elles un nombre important de gegants vermelles. És un objecte difícil d'observar perquè es troba darrere del pla de la Via Làctia, enfosquit per estrelles, pols i gas. Com que el cos principal de la galàxia està molt degradat, es creu que la nana del Ca Major es veu greument afectada pel camp gravitatori de la Via Làctia.
M 41 o NGC 2287 és un cúmul obert a 4° al sud de Sírius descobert per Giovanni Battista Odierna (1597-1660) abans de 1654, però oblidat. Fou redescobert independentment el 1702 per John Flamsteed (1646-1719) i el 1749 per Guillaume Le Gentil (1725-1792). Charles Messier (1730-1817) el catalogà el 1765. Conté unes 100 estrelles, entre les que hi ha diverses gegants vermelles, i la més brillant és de tipus espectral K3, de magnitud aparent de +6,9, i situada prop del seu centre. S'estima que el cúmul s'allunya de nosaltres a uns 23,3 km/s i té una edat entre 190 i 240 milions d'anys. El diàmetre del cúmul és de 25–26 anys llum i es troba a 2 300 anys llum del Sistema Solar.
NGC 2359 és una nebulosa d'emissió al Ca Major. Té una mida d'uns 30 anys llum i uns 15 000 anys llum de distància de la Terra. La nebulosa es forma al voltant de l'estrella central del tipus Wolf-Rayet, un gegant excepcionalment calent que arribarà al seu final com a supernova.

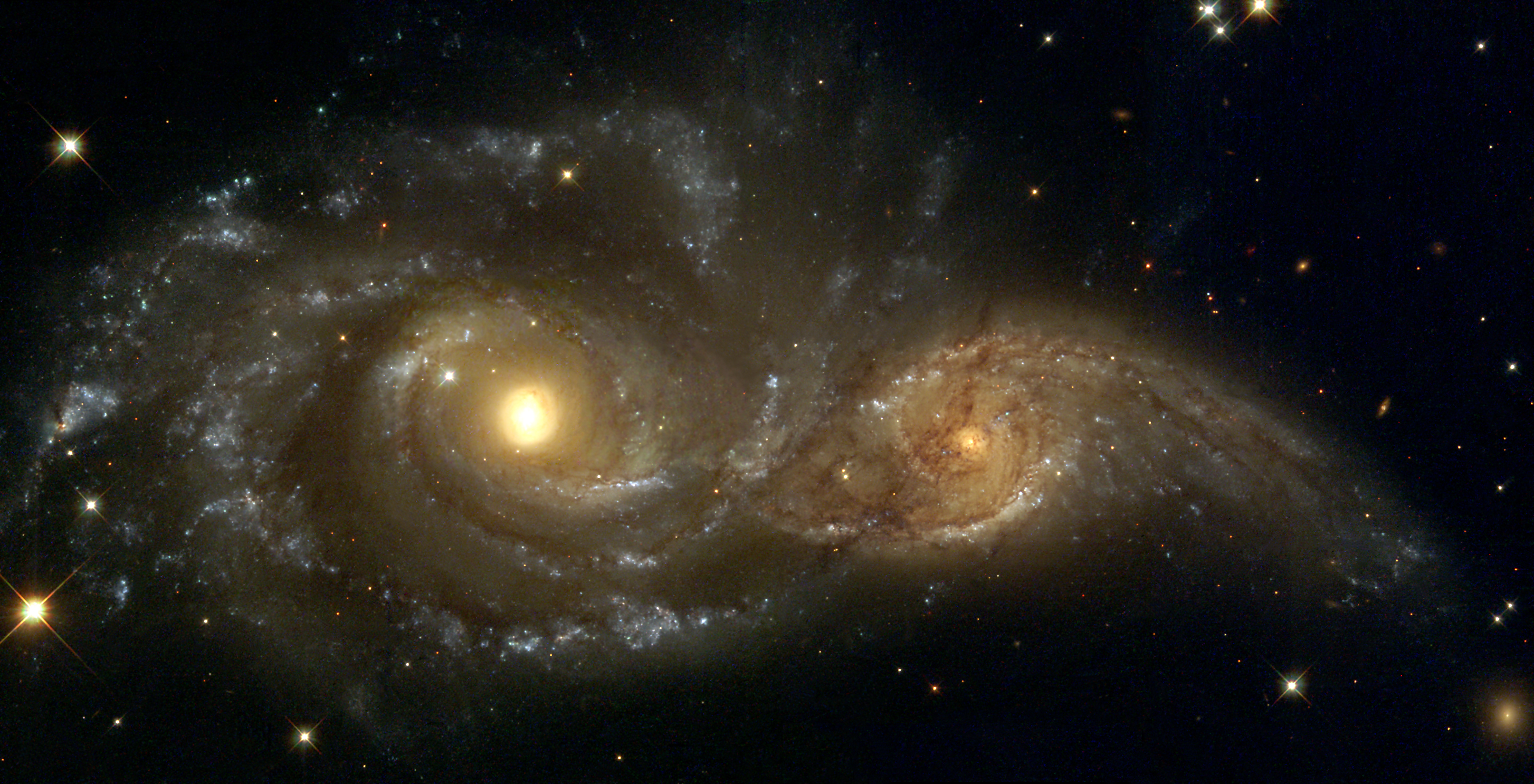
NGC 2207 i IC 2163 gairebé en col·lisió vist pel telescopi espacial Hubble de la NASA/ESA.

Hi ha dues galàxies espirals a uns 80 milions d'anys llum de distància que xoquen, són NGC 2207 i IC 2163. Foren descobertes per l'astrònom anglès John Herschel (1792-1871) l'any 1835. Tenen magnituds aparents de 12,2 i 11,6, respectivament. En les últimes dècades s'han observat tres supernoves a NGC 2207: SN 1975A el 1975, SN 1999ec el 1999 i SN 2003H el 2003.
El cúmul NGC 2362 (Caldwell 64) o del τ Canis Majoris és un cúmul obert, un grup d'estrelles nascudes del mateix núvol molecular. Això vol dir que tots els objectes del clúster comparteixen una composició química comuna i estan lligats entre si per la gravetat. Després d'haver nascut junts, són un laboratori estel·lar ideal per provar les teories de l'evolució estel·lar, la cadena d'esdeveniments que condueix des del naixement d'una estrella en un núvol de gas fresc i dens fins a la seva eventual mort. Tot i que les estrelles d'aquesta imatge es varen formar totes al mateix temps, les seves diferents masses impliquen vides molt diferents. Com que τ Canis Majoris és un dels tipus d'estels més massius i de curta durada, cremarà el seu combustible nuclear molt abans que els seus companys més petits, que seguiran brillant durant milers de milions d'anys.
A principis de 2024 s'havien descobert 24 planetes extrasolars orbitant estrelles situades al Ca Major. Set estrelles tenen sistemes planetaris amb dos exoplanetes descoberts fins ara.